# 烏理瑪
烏理瑪（阿拉伯語：علماء，ʿUlamāʾ，ʿĀlim；英語：或），又譯為烏里瑪、歐萊瑪，阿拉伯语原義為學者，是伊斯蘭教學者的總稱。任何一位了解古蘭經注學、聖訓學、教義學、教法學，與有系統的宗教知識的學者，都可被稱為烏理瑪。它被用來泛指伊斯蘭教中所有的知識份子，包括阿訇、毛拉、伊瑪目等。

## 马来西亚
在马来西亚，反对党回教党自1970年代开始逐渐壮大，为了防止回教党乌拉玛的影响力持续发酵，1981年上任的马来西亚首相马哈迪·莫哈末多年来皆有意降低乌拉玛在传统穆斯林社会里头所享有的崇高地位。如他极力反对在伊斯兰法理学（Usul Al-Fiqh）上唯乌拉玛是从的观点，因为纵使乌拉玛有深厚的宗教知识，但在理性推断的过程中仍然可能会出错：
|          | 他们可能只因为不了解新的事物或该问题的宗教意涵，或因为他本身的教条主义（Dogmatic）而拒绝该事物。在这科学与技术发达的时代，基于乌拉玛不是全知全能的，所以乌拉玛在判断时更必须依靠其他人的专长，而非依据个人的独断。 |
| ——马哈迪 | |

马哈迪主张任何的诠释须经由充分的咨询，并要符合现实的状况后才能予以采纳。他说，乌拉玛应远离政治，而非主导政治活动：“若任何事都要向非民选的乌拉玛议会 （Ulama Council）请益，那么还算是民主的政府吗？”